# Blockhaus de Saint-Andrews
Le blockhaus de Saint-Andrews, officiellement le Lieu historique national du Canada du Blockhaus-de-St. Andrews, est un lieu historique national situé sur le chemin Joes Point, à Saint-Andrews, au Nouveau-Brunswick (Canada). 

## Histoire
Le fort est construit entre 1812 et 1813 par la population de Saint-Andrews désirant se protéger des attaques américaines durant la guerre de 1812. Le blockhaus devient une attraction touristique à la fin du XIXe siècle. Il est racheté par la Commission des lieux et monuments historiques du Canada, il devient un lieu historique national du Canada le 15 février 1962 et les travaux de restauration durent jusqu'en 1967. Le blockhaus est très endommagé dans un incendie en 1993 mais il est restauré à nouveau.

## Architecture
Le blockhaus est en bois.